# Рэуцел
Рэуце́л (рум. Răuţel) — село в Фалештском районе Республики Молдова. Относится к сёлам, не образующим коммуну.

## Название
Село вблизи города Бельцы, получило название благодаря реке Реут (рум. Răut), которая ранее протекала через село. На данный момент Реут не протекает через село, но в селе осталась маленькая речушка, которая впадает в большой Реут. Эта речушка и называется Реуцел, от уменьшительного Реут (рум. Răut-Răuțel).

## Основание, история и демографическое положение
Село было основано в начале 20-го века благодаря первым семьям, поселившимся на этой территории. Имена и фамилии основателей села можно увидеть на монументе славы, расположенном вблизи от Реуцельской церкви.
В 1922 году насчитывалось около 500 зарегистрированных домов с населением около 1200 человек (около 450 мужчин и 750 — женщины). Для сравнения, на 2007-й год демографический аспект заключается в следующем: 5438 жителей (2666 мужчин и 2772 женщины), живущих здесь, в подавляющем большинстве молдаване — 3398, украинцы — 974, русские — 488, остальные 578 указали, что считают себя румынами, поляками, евреями.
Сталинские репрессии обрушились на деревню в 1940 году. Ряд мужчин были отправлены в ссылки. Илиус Мэрдаре был включен в список лиц, подлежащих депортации только потому, что бывший сотрудник румынского государства, то есть почтмейстер.
Также известно, что в Реуцельском лесу был отстроен немецкий лагерь, куда привозили и держали включенных в разные списки провинившихся перед властью людей. Преимущественно заключёнными в Реуцельском лагере были евреи.
В 2010-м году село было признано самым красивым и благоустроенным в Фалештском районе.

## География
Село расположено на высоте 121 метров над уровнем моря.
Климат умеренно континентальный. Зима мягкая, короткая, лето жаркое, продолжительное. Средняя температура января −4,0 °C, июля +20,5 °C. Абсолютный максимум температуры составляет +40 °C, абсолютный минимум −32 °C. Преобладающие ветра — северо-восточные и северо-западные 2-5 м/сек. Годовая норма осадков 450—500 мм, основная доля осадков приходится на тёплое время года.

## Население
По данным переписи населения 2004 года, в селе Рэуцел проживает 4090 человек (1983 мужчины, 2107 женщин).
Этнический состав села:
| Национальность | Число жителей | Процентный состав |
| -------------- | ------------- | ----------------- |
| молдаване      | 3695          | 90.34             |
| украинцы       | 244           | 5.97              |
| русские        | 92            | 2.25              |
| румыны         | 34            | 0.83              |
| гагаузы        | 6             | 0.15              |
| цыгане         | 2             | 0.05              |
| поляки         | 1             | 0.02              |
| прочие         | 16            | 0.39              |
| Всего          | 4090          | 100%              |

## Инфраструктура и памятники
В селе есть две школы, взрослая и детская. Взрослая — это Школа им. Алексея Матеевича, в которой обучаются ежегодно около 700 учеников. Детская школа содержит около 300 детей, которые проходят 4 класса, потом отправляются во взрослую. В селе действует детский сад, церковь. Около церкви находятся памятник славы павшим героям и памятные плиты основателей села. Также в селе Реуцел действует крупный Кукурузный завод, построенный по европейским стандартам. Заводу принадлежат большое количество земли как в самом селе, так и в близлежащих сёлах. Завод является частным. Также действуют ряд других предприятий.
В селе есть два леса, сады разных типов и принадлежащие жителям и примэрии поля.

## Известные уроженцы
- Вакарчук, Вадим (род. 1972) — молдавский тяжелоатлет.
- Руснак, Вячеслав (род. 1975) — молдавский футболист.